# Söderängstorp
Söderängstorp är en bebyggelse vid sydöstra stranden av Kaggfjärden väster om länsväg 225 i Sorunda socken i Nynäshamns kommun. Mellan 2015 och 2020 avgränsade SCB här en småort.